# Low (Testament-Album)
Low (engl.: niedrig) ist das sechste Studioalbum der US-amerikanischen Thrash-Metal-Band Testament. Es erschien im Oktober 1994 bei Atlantic Records. Es war das erste volle Album nach dem Ausstieg von Gitarrist Alex Skolnick und Schlagzeuger Louie Clemente. Für Skolnick war James Murphy in die Band gekommen, am Schlagzeug ist John Tempesta zu hören, er wird jedoch nicht als offizielles Bandmitglied genannt. Low war das vorerst letzte Album mit Greg Christian am Bass bis zu seiner Rückkehr 2008. Nach dem etwas rockigeren Album The Ritual schlug die Band einen deutlich härteren Kurs ein. So tendiert Chuck Billys Gesang streckenweise zu einem Death-Metal-ähnlichen Growling.

## Entstehungsgeschichte und Inhalt
Nachdem Alex Skolnick Ende 1992 die Band verlassen hatte, war kurz auch Drummer Louie Clemente ausgestiegen. Chuck Billy sagte in einem Interview, Clemente habe sich nach seiner Hochzeit einfach nicht mehr gemeldet. Für Skolnick wurde zunächst Glen Alvelais, zuvor bei Forbidden, angeheuert, der auch auf der EP Return to the Apocalyptic City von 1993 zu hören ist. Mit diesem gab es aber während der Vorproduktion von Low Meinungsverschiedenheiten, so dass die Band kurz vor dem Studiotermin James Murphy (ex-Obituary/Death/Cancer) verpflichtete. Am Schlagzeug half bereits für die Touraktivitäten Paul Bostaph, ebenfalls von Forbidden, aus. Er heuerte aber kurz darauf bei Slayer an, als Ersatz für ihn wurde John Tempesta (ehemals bei Exodus) geholt, der Low einspielte, aber schon während des Abmischens zu White Zombie wechselte. Für ihn sprang wiederum Jon Dette (zuvor Evil Dead) als Schlagzeuger ein, der für die folgenden Touren bis Anfang 1996 in der Band blieb und dann ebenfalls, als Nachfolger von Bostaph, zu Slayer wechselte. Trotz einiger guter Kritiken verkaufte sich Low nicht gut genug, so dass Atlantic Records den Plattenvertrag mit Testament nach diesem Album auflösten.
Zum Zeitpunkt der Entstehung von Low kämpfte der Bay-Area-Thrash angesichts von Alternative Rock und Grunge bereits „ums Überleben“. Die Band versuchte also mit dem härteren Stil etwas Neues, ebenso mit der Wahl des Produzenten Garth Richardson, der für The Melvins und Rage Against the Machine tätig war. Bei den Texten von Low arbeitete Chuck Billy wie auf der Vorgängerplatte mit dem externen Songschreiber Del James zusammen. Die Ballade Trail of Tears behandelt die Thematik der Indianer Nordamerikas aus der Sicht Chuck Billys, der indianischer Abstammung ist. Urotsukidōji ist nach einem japanischen Manga-Film benannt und enthält neben Bass- und Gitarren-Solo-Teilen Stimm-Samples, darunter auch einige in deutscher Sprache. Sie wurden mit dem vorherigen Produzenten Michael Rosen aufgenommen. Zum Titelstück Low wurde ein Musikvideo gedreht.

## Rezeption
John Franck von allmusic hob insbesondere die „mächtigen“ Gitarrenriffs auf Low hervor. James Murphy sei ein „solider“ Ersatz für den „Gitarrenzauberer“ Alex Skolnick. Allerdings sei das Album keine volle Rückkehr zu alter Form. Die Platte wurde mit vier von fünf Sternen bewertet. Oliver Recker vom deutschen Magazin Metal Hammer bescheinigte der Band ein kräftiges Comeback und lobte die gefühlvollen Soli und Melodien von Murphy. Recker gab dem Album sechs von sieben Punkten.

## Titelliste
1. Low – 3:33 (Musik: Peterson. Text: Billy)
2. Legions (In Hiding) – 4:17 (Musik: Peterson. Text: Billy, James)
3. Hail Mary – 3:32 (Musik: Peterson, Murphy. Text: Billy, James)
4. Trail of Tears – 6:06 (Musik: Peterson. Text: Billy)
5. Shades of War – 4:44 (Musik: Peterson. Text: Billy, James)
6. P.C. – 2:50 (Musik: Christian, Peterson. Text: Christian)
7. Dog Faced Gods – 4:02 (Musik: Peterson. Text: Peterson, Billy, James)
8. All I Could Bleed – 3:37 (Musik: Peterson. Text: Billy)
9. Urotsukidōji – 3:40 (Instrumental, Musik: Peterson, Christian)
10. Chasing Fear – 4:56 (Musik: Peterson, Christian. Text: Billy, James)
11. Ride – 3:16 (Musik: Peterson. Text: Billy, James)
12. Last Call – 2:41 (Instrumental, Musik: Peterson, Christian.)